# Renaud Siry
Renaud Siry, né le 3 janvier 1959 à Paris, est un chanteur, compositeur, auteur et musicien.
Il est batteur et chanteur dans le groupe qu'il a créé, Beatles Story.

## Biographie
Vers 18 ans, il enregistre ses premiers disques chez EMI, en collaboration avec Didier Barbelivien. Dans les années 1980, nouvellement signé chez Carrere grâce à Bernard Estardy, sa chanson Help Michelle devient disque d'or.
Il multipliera les émissions de télévision en France et en Belgique et se produira notamment à Bobino en première partie de Nicoletta et à l'Olympia.[réf. souhaitée]
Il se consacre parallèlement à d'autres activités et devient rédacteur en chef du magazine Minis Autos et, plus tard, du mensuel Jazz Swing Journal. Son goût pour la communication l'amène à devenir créateur de montres événementielles (Société Lead Heure), tout en fondant en 1986, le premier Musée de l'auto-miniature inauguré notamment avec Jean-Pierre Beltoise, dans sa propriété, le château de Nointel[réf. souhaitée].
Après 11 ans d'absence, il retrouve les studios et sort un CD 4 titres intitulé Face B, suivi de l'album éponyme. Il enchaîne ensuite avec la création de Beatles Story, spectacle qui met en scène la carrière des Beatles, où il interprète le rôle de Ringo Starr. Le spectacle sera présenté sur la grande scène du Théâtre du Gymnase à Paris en septembre 2006 et connaitra une sortie DVD chez Carrère-LCJ ainsi qu'une multidiffusion sur Paris Première à compter du 27 décembre 2006, puis sera joué pendant 2 mois au Théâtre Le Méry.
En 2008, il défend la cause tibétaine en réunissant 25 artistes autour de lui et sort Tibet 2008, chanson qui crée le buzz sur internet.
En 2010, il a créé sur la grande scène du théâtre du Gymnase un nouveau spectacle Hit Parade, où il chante des tubes des années 70, 80 et 90, en compagnie d'autres chanteurs, dont Gérard Palaprat, sous forme d'une émission de TV de variétés, présentée par Danièle Gilbert, comme à l’époque de Midi-Première.
Il part en tournée d'été en 2011 avec The Rolling Starr. Ce spectacle est joué à Paris au Petit Journal Montparnasse, fin novembre.
Le 15 février 2012, sort chez E-T-A-I, le livre DS miniatures de mon enfance, que Renaud Siry a écrit en puisant dans ses propres collections et documentations. La préface est signée Jean-Pierre Beltoise.[réf. souhaitée]
En juin 2015 sort chez E-T-A-I, le livre 50 ans de tôle que Renaud Siry a écrit pour retracer l'histoire des jouets automobiles, des années 1920 aux années 1970. La préface est du chanteur Christophe.[réf. souhaitée]
Le 7 septembre 2016 sort chez E-T-A-I, Peugeot 404 de mon enfance, son 3e livre chez cet éditeur qui retrace la vie de cette voiture sous toutes ses formes, à toutes les échelles, avec une préface de Xavier Peugeot, le descendant du fondateur de la marque, Armand Peugeot.[réf. souhaitée]
Il cède en 2016 la licence de la marque Hit Parade, qu'il a déposée à l'INPI en 2010, à la production du spectacle éponyme, à base d'hologrammes de chanteurs disparus, tout en gardant contractuellement le droit juridique d'utilisation de la marque Hit Parade. Cette même année, il est cofondateur de l'association Udelcim, - Union pour la Défense de l'Égalité et liberté de Circuler Motorisé -, destinée à défendre les automobilistes, face aux restrictions de circulation et autres multiples interdictions à leur encontre.[réf. souhaitée]
En 2017, il crée son show d'imitations, Renaud Siry En-Chanteur, et rode son spectacle dans de petites salles privées, de Paris et région Parisienne.[réf. souhaitée]
Il sort un nouvel album de 18 titres en 2018, Brise l'âme, dont il a composé et écrit la majorité des chansons. Certaines ont toutefois été cosignées avec Patricia Doré et Gérard Stern. En novembre 2018, il sort un nouveau livre, 300 voitures au destin inattendu, préfacé par Henry-Jean Servat. Édité par E-T-A-I, il traite des rapports passionnels entre les célébrités et leurs autos.[réf. souhaitée]
En 2019, l'album Brise l'âme bénéficie d'une nouvelle jaquette et les 18 chansons sont mises en lignes sur la majorité des plateformes internet.[réf. souhaitée]
Le 22 mars 2020, il met en ligne sur internet sa chanson C'était avant, sous-titrée la chanson du confinement, qu’il a composée et coécrite avec Patricia Doré, en pleine pandémie de Covid-19 (sous forme d'une seule prise guitare/voix, filmée par un téléphone portable). En septembre, il sort le roman Signé Mona aux Éditions Douin. C’est un thriller basé sur La Joconde et le Louvre. La même année, en novembre, il sort un nouveau livre Le Coût de la Panne, toujours aux éditions Douin mais dans la collection Antique Autos, où il raconte ses mésaventures mécaniques. Sortie le 18 octobre 2021, aux éditions Douin, du livre: "Des modes et des mots. Faits et actes marquants". (Étude sociologique de nos us et coutumes entre 1900 et nos jours, décennie après décennie.)[réf. souhaitée]
Depuis le 14 mars 2022, il présente en direct son émission bimensuelle Dis Siry sur la webradio tv Arts-Mada, entouré de chroniqueurs et d'invités.[réf. souhaitée]

## Œuvre

### Livres
- DS miniatures de mon enfance, E-T-A-I, 2012
- 50 ans de tôle, E-T-A-I, 2016
- Peugeot 404 de mon enfance, E-T-A-I, 2016
- 300 voitures au destin inattendu, E-T-A-I, 2018
- Signé Mona, Éditions Douin, 2020
- Le coût de la panne, Éditions Douin, 2020
- Des modes & des mots. Faits et actes marquants, Éditions Douin 2021

## Discographie
- 1977 : Les matins d'avenir
- 1979 : Juste une mélodie (sélectionnée pour l'Eurovision)
- 1980 : J'veux qu'on m'aime
- 1981 : Chanson bleu marine
- 1982 : Help Michelle (single 2 titres)
- 1983 : Help Michelle (maxi 45 T, 4 titres)
- 1984 : Célèbre
- 1987 : La voix des Beatles
- 1999 : Face B (CD 4 titres)
- 2000 : Face B l'album
- 2006 : Chaud comme de la laine (Duo avec Elaine Kibaro)
- 2008 : Tibet 2008
- 2019 : Brise l'âme